# Transport for London

Mapa de todos los servicios de tren y metro administrados por TfL

Transport for London (TfL, literalmente Transporte para Londres) es el organismo del gobierno local responsable de la mayoría de los aspectos del sistema de transportes en Londres, Inglaterra. Su rol es implementar las estrategias de transporte y administrar los servicios de transporte de Londres.

## Administración
TfL es controlado por una junta directiva cuyos miembros son designados por el Alcalde de Londres (en la actualidad, Sadiq Khan), quien también preside la junta directiva. El Comisionado de Transport for London (Peter Hendy desde el 17 de enero de 2006) reporta las diversas situaciones a la junta directiva y lidera un equipo de administración con responsabilidades individuales.

## Historia
TfL fue creado en 2000 como parte de la Autoridad del Gran Londres debido al Acta de Autoridad del Gran Londres de 1999. Heredó la mayoría de sus funciones de su predecesor (London Regional Transport) en 2000. No tenía poder sobre el Metro de Londres hasta 2003. La administración de los taxis de Londres había sido anteriormente una función de la Policía Metropolitana.

## Organización
TfL está organizado en tres grandes grupos y servicios corporativos, cada uno responsable de diferentes aspectos y modos de transporte. Los tres grandes grupos son:
- London Underground, responsable del funcionamiento de la red de metro de Londres, coloquialmente conocida como the tube, y de la administración de la provisión de servicios de mantenimiento por parte del sector privado. Esta red está sub-dividida en tres unidades de servicio:
  - BCV: Líneas Bakerloo, Central y Victoria.
  - JNP: Líneas Jubilee, Northern y Piccadilly.
  - SSR (Sub Surface Railway): Líneas Metropolitan, District, Circle, Hammersmith & City y Waterloo & City.
- London Rail, responsable de:
  - Coordinación con los operadores que proveen servicios a la National Rail en Londres.
  - London Overground.
  - Docklands Light Railway: comúnmente abreviado DLR, es la red de trenes ligeros manejados automáticamente en el este de Londres (East London), a pesar de que la actual operación y mantenimiento está en manos de una franquicia del sector privado.
  - London Trams, responsable de administrar la red de tranvías de Londres, mediante contratos con operadores del sector privado. Hasta el momento el único sistema de tranvías es Tramlink en el sur de Londres, pero se han propuesto otras líneas.
- Transporte de superficie, que consiste en:
  - London Buses, responsable de la administración de la red de buses rojos de Londres, principalmente mediante contratos con operadores del sector privado.
  - London Dial-a-Ride, la cual provee servicios de paratránsito en Londres.
  - London River Services, responsable de licenciar y coordinar los servicios de pasajeros en el río Támesis a su paso por Londres.
  - London Streets, responsable de administrar la red de calles y avenidas estratégicas de Londres.
  - London congestion charge.
  - Oficina de Taxis Colectivos Públicos (Public Carriage Office), responsable de licenciar los famosos taxis negros y otros vehículos privados de alquiler.
  - Victoria Coach Station, la cual posee y opera el principal terminal londinense para buses de larga distancia y servicios generales.
  - Centro de Excelencia Ciclista (Cycling Centre of Excellence), el cual promueve el ciclismo en Londres.
  - Walking, la cual promueve mejores accesos pedestres.
  - London Road Safety Unit, la cual promueve caminos más seguros a través de la publicidad y mediciones de seguridad en los caminos.
  - Community Safety, Enforcement and Policing, responsable de combatir la evasión tarifaria en los buses, distribuir servicios policiales que combatan el crimen y el desorden en el transporte público en cooperación con el Unidad de Comando Operativo de Transporte (Transport Operational Command Unit (TOCU)) dependiente del Servicio Metropolitano de Policía y la Policía de Transporte Británico.
  - Traffic Enforcement, responsable de reforzar las regulaciones al tráfico y estacionamientos en las "rutas rojas".
  - Unidad de Carga (Freight Unit), la cual está actualmente desarrollando el Plan de Carga de Londres (London Freight Plan).[3]

Cada una de las unidades principales tiene su propio logotipo corporativo, formado por variaciones en el color del logotipo estándar y añadiendo su respectivo nombre en la barra horizontal. La circunferencia azul sin ninguna letra representa a TfL como un todo. El mismo rango de colores es también usado extensamente en publicidad y en el sitio web de TfL.

## Tarifas
La mayoría de las modalidades de transporte que están bajo el control de TfL tienen su propio sistema de pago. Los buses y tranvías tienen una tarifa común y sistema de boletos, y el DLR y el Metro poseen otro.
Otro sistema utilizado es la Travelcard, la cual provee tickets zonales con validez de un día a un año, y variantes fuera de horas punta. Estos son aceptados en el DLR, buses, líneas de tren, tranvías, el metro y entrega un descuento en varias tarifas de servicios en el río Támesis.
La Oyster card es una tarjeta inteligente que no necesita de contacto, que fue presentada al público en 2003, la cual puede ser usada para pagar tarifas individuales o para llevar varias Travelcards y otros pases. Se usa pasando la tarjeta cerca del lector de color amarillo ubicado en los torniquetes, permitiendo que el pasajero pase al otro lado de la barrera.

## Planificador de viajes
TfL ha desarrollado un "planificador de viajes" electrónico, el cual permite a los usuarios planificar viajes de múltiples maneras dentro y alrededor de Londres. Accesible a través de Internet, está también disponible en los kioskos de internet y algunos teléfonos de paga en Londres. En este sitio web puedes también descargar una versión offline de los mapas de la ciudad, ver los horarios y acceder a información acerca de paros de transporte.

## Prohibición de alcohol
Desde el 1 de junio de 2008 las bebidas alcohólicas están prohibidas en los trenes, buses, tranvías, el DLR y todas las estaciones de Londres. El alcalde de Londres y TfL anunciaron que la prohibición se realizó con el intento de entregar una experiencia más segura y placentera en el transporte público, tanto para pasajeros como para turistas.

## London Transport Museum
TfL posee y opera el London Transport Museum en Covent Garden, un museo que conserva y explica la herencia del transporte londinense. El museo también posee un extenso depósito, situado en Acton, el cual contiene material imposible de exhibir en el museo del centro de Londres, incluyendo muchos vehículos terrestres, trenes, colecciones de señales y materiales de publicidad. El depósito abre varios fines de semana al año.